# Casino di caccia estense
Il casino di caccia estense, citato anche come villa Pasqualini Canato dalle famiglie che ne furono proprietarie nel susseguirsi dei secoli, è un edificio storico situato ad Arquà Polesine, comune della provincia di Rovigo, affacciato alla strada provinciale 24 che attraversa la cittadina in direzione est-ovest, uno dei pochi esempi rimasti di architettura rurale ferrarese nel territorio polesano.

## Storia

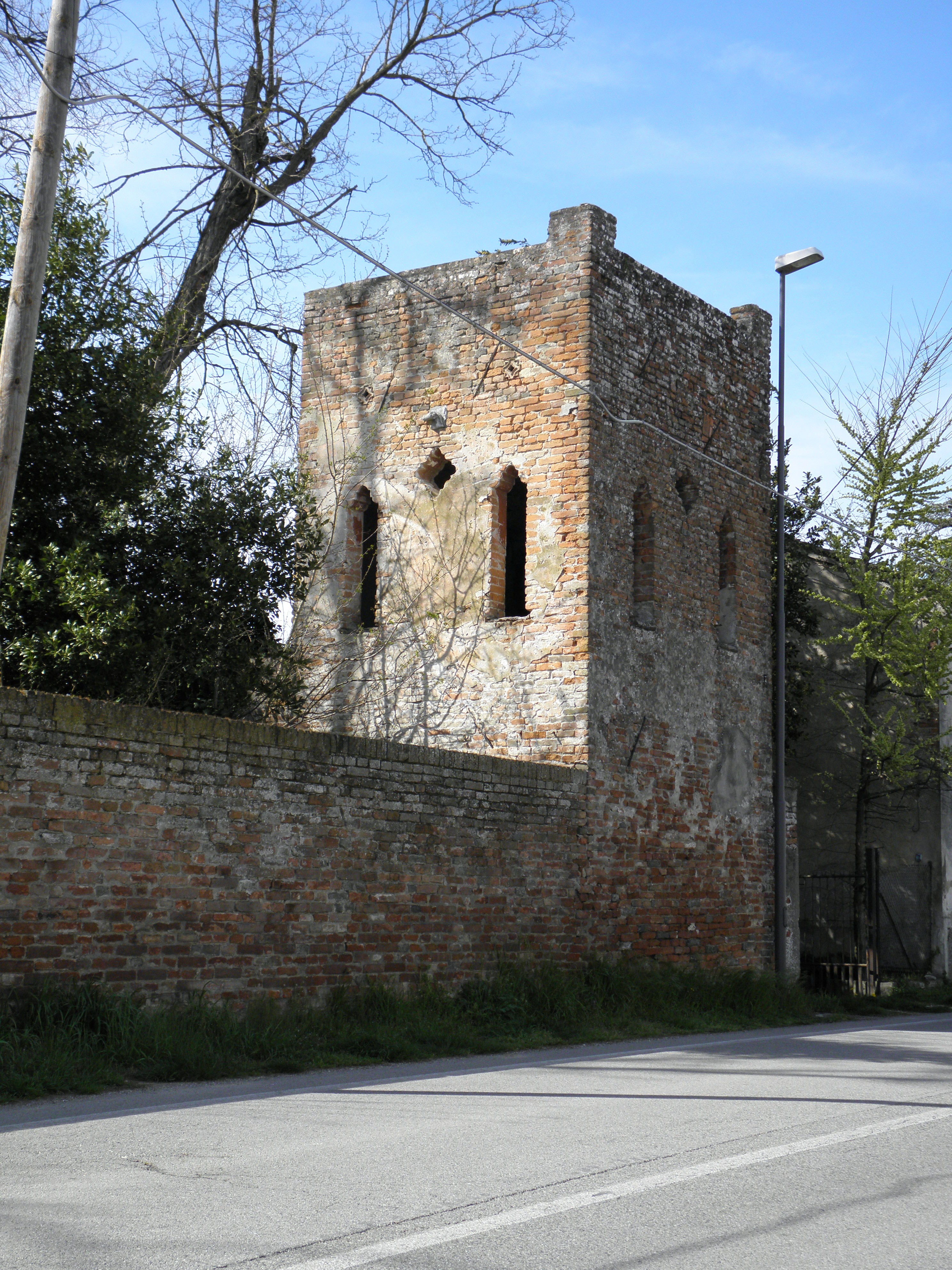
La torretta neogotica.

Il casino di caccia venne fatto erigere nel XV secolo, a nord del castello e distante dall'abitato, in una posizione sopraelevata rispetto al terreno circostante, precauzione dettata dalle frequenti esondazioni dei corsi d'acqua della zona, come la disastrosa rotta della Malopera, e nei pressi di quello che fu un antico percorso di epoca romana.
Alcune fonti indicano come committente dell'originario edificio Alberto V d'Este, Marchese di Ferrara e di Modena, che lo fece realizzare come costruzione di servizio  nel territorio dell'allora Transpadana ferrarese, e che rimase di sua proprietà fino alla morte, sopraggiunta nel 1393. Acquisito di conseguenza in eredità dal figlio Nicolò III, oberato dai debiti lo cedette nel 1412 al nobile Andrea Durazzo, con obbligo di vassallaggio.
Le conseguenze della guerra di Ferrara, citata anche come guerra del sale (1482-1484), vide il territorio conquistato dalla Repubblica di Venezia tuttavia la famiglia Durazzo ne conservò la proprietà ancora a lungo.
I primi interventi che ne iniziarono la progressiva riqualificazione furono eseguiti alla metà del XVI secolo, con la struttura ampliata e meglio adattata ad uso abitativo, dotandola di nuovi locali, cantina, e soffitte oltre all'aggiunta di due ali al piano rialzato, divenuto piano nobile dell'edificio.
Dell'inizio del XVIII secolo furono i lavori di adattamento al gusto dell'epoca, che ne mutarono l'aspetto in similitudine ai palazzi sorti nel periodo tra cui l'erezione del muro di cinta, e dal 1752 fu per alcuni anni tra le residenze del vescovo di Adria Pellegrino Ferri. Il 22 dicembre 1756 lo stabile venne acquistato alla famiglia Cavalli che lo cedette nel 1760 alla famiglia Cecchetti.

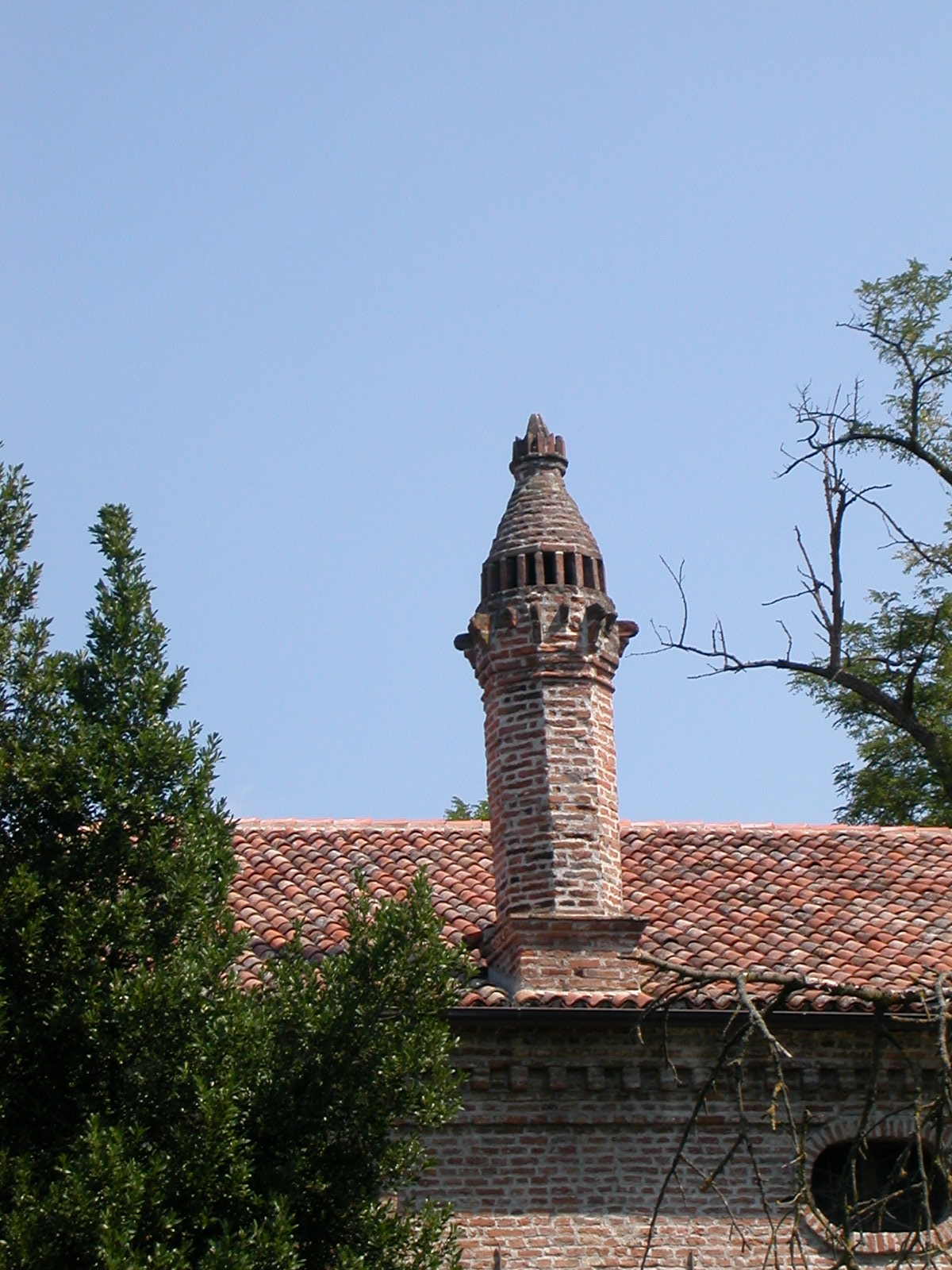
Uno dei caratteristici comignoli.

Questi ultimi, piccoli proprietari terrieri, avviarono un'ultima sostanziale serie di modifiche, sia alla struttura interna dell'edificio che alla zona circostante. Il giardino nel 1850 venne trasformato in parco romantico, aggiungendo svariate nuove piante e che, suddivise da sentieri e impreziosito da ponticelli, grotte e giochi d'acqua, era disseminato di reperti antichi. Dello stesso anno è la costruzione della torretta in stile neogotico.
Tra la fine del secolo e l'inizio del successivo Antonio Cecchetti utilizzerà i terreni circostanti per avviare una fiorente attività di frutticoltura industriale utilizzandoli inoltre per esperimenti agrari.
Durante le ultime fasi della seconda guerra mondiale la struttura fu adibita a rifugio per gli sfollati e al suo termine venne suddivisa ed affittata, decadendo infine riducendosi a un rudere.
Allo scopo di ripristinarne l'originario aspetto, nel 1968 lo stabile venne acquistato dall'architetto Canato, discendente dalla famiglia Cecchetti, che ne curò personalmente il restauro restituendolo allo splendore di un tempo.

## Descrizione
L'impostazione della struttura richiama in più di un particolare la sua origine ferrarese. l'intero edificio è in laterizio faccia a vista, caratterizzato dalla presenza di una gradinata di accesso al piano nobile sulla facciata principale, dal quale si stagliano i due alti e caratteristici comignoli in cotto. Altre particolarità sono la decorazione, sempre in cotto, a dentelli sotto lo sporto del tetto e l'alto zoccolo inclinato, mentre sulla facciata posteriore sono collocati alcuni bassorilievi di stemmi famigliari.
Il portale dà accesso a un salone centrale con soffitto in travi di legno di copertura a vista, dal quale si accede alle altre stanze.